# 서창방산로
서창방산로(Seochangbangsan-ro)는 인천광역시 남동구 서창동에서 경기도 시흥시 방산동까지 이르는 인천광역시 및 시흥시의 도로로, 총 연장은 2.851 km이다.

## 유래
도로의 명칭이 유래된 것은 인천 남동구 서창동과 경기 시흥시 방산동의 각각 법정동 명칭을 이용하여 명명한 것에서 유래되었다.

## 역사
- 2014년 6월 2일 : 도로명으로 서창방산로를 고시

## 주요 경유지
- 인천광역시
  - 남동구 (서창2동)
- 경기도
  - 시흥시 (방산동)

## 접촉하는 도로
- 비류대로
- 서창남로
- 운연천로
- 서해안로
- 제2경인고속도로 (신천 나들목)

## 도로 시설물
- 신천 나들목 (제2경인고속도로)

## 주요 건물 및 시설
- 향촌열교환실 (서창방산로 12/서창동 712)
- 물빛그린공원 (서창방산로 22/서창동 713)
- 서창비젼프라자 (서창방산로 55/서창동 708-3)
- 인천서창우체국 (서창방산로 67/서창동 671)
- 사랑침례교회 (서창방산로 83/서창동 672)
- 제니스유치원 (서창방산로 99/서창동 674)
- SK에너지 행복드림주유소, 버거킹 인천서창SK점 (서창방산로 112/서창동 728)
- 남동권역 버스공영차고지 (서창방산로 136/서창동 729)

## 특이 사항
- 비류대로의 만성 정체 및 병목 현상을 완화해 주는 도로이다.
- 인천과 시흥을 오가는 몇 안되는 일반도로이다.
- 시흥시에서는 신천IC 사거리를 거쳐 신천 나들목을 통해 제2경인고속도로와 직결된다.